# Керамический проезд
Керами́ческий проезд (название утверждено 23 января 1964 года, до 1964 года — Станционная улица) — улица в Северном административном округе города Москвы на территории  Дмитровского района и района Восточное Дегунино.

## Расположение
Расположен вдоль железнодорожной линии Савёловского направления Московской железной дороги.

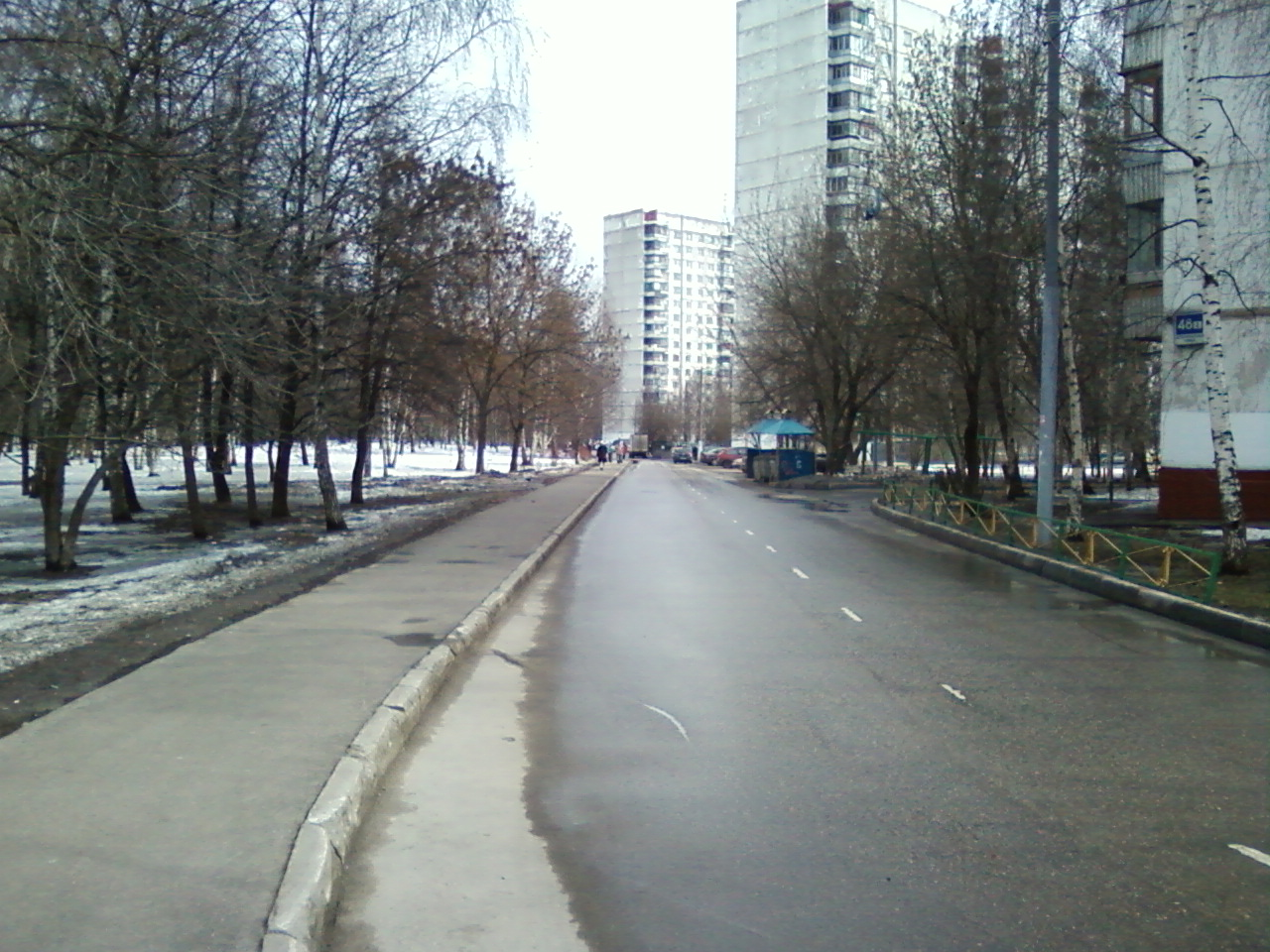
Керамический проезд

## Происхождение названия
Образован в 1964 году из бывших улиц Станционная и Торговая. Назван по керамическому заводу.

## Транспорт

### Железнодорожный транспорт
В непосредственной близости от Керамического проезда находится Станция Бескудниково Савёловского направления Московской железной дороги

### Автобусы
- № 170 — Станция Бескудниково —  Верхние Лихоборы
- № 466 — Станция Бескудниково —  Тимирязевская
- № 748 — Станция Ховрино — Станция Бескудниково
- № 499 — Бусиново — Платформа Лианозово
- м57: Осташковская улица —  Медведково —  Бибирево —  Речной вокзал